# J. Christopher Flowers
James Christopher Flowers, bekannt als J. Christopher Flowers, (* 27. Oktober 1957) ist ein amerikanischer Investmentbanker und Milliardär. Er ist Gründer und Eigentümer der J.C. Flowers & Company.

## Leben
Flowers wurde als Sohn einer Bibliothekarin und eines Verwaltungsdirektors der Harvard Business School geboren. Nach dem Abschluss seines Studiums in angewandter Mathematik an der Harvard Business School startete er mit 21 Jahren bei der Investmentbank Goldman Sachs eine Blitzkarriere. Mit 28 wurde er Abteilungsleiter in der Beratung für Übernahmen in der Finanzindustrie. 1988 wurde er mit 31 der jüngste Partner in der Geschichte der Investmentbank. 1998 verließ er Goldman Sachs und machte sich als Private-Equity-Unternehmer selbstständig. Flowers ist verheiratet und hat zwei Kinder. Seine Ehefrau Mary White arbeitete lange Zeit als Ärztin am Sloan-Kettering-Krebs-Institut.
Die Familie lebt in der Upper East Side von Manhattan.

## Beteiligungen
- Zusammen mit der US-amerikanischen Ripplewood Investments kaufte er 2000 rund 30 % Anteile an der Long Term Credit Bank of Japan, umbenannt in Shinsei Bank[6]
- NIBC Bank (private niederländische Bank)
- Wüba (deutscher Maklerversicherer)
- Fox-Pitt (britische Investmentbank)
- Als Leiter einer privaten Investorengruppe kaufte er 2006 für 1,25 Milliarden Euro 26 % der HSH Nordbank von der WestLB[7]
- Seit Juni 2008 mit 24,9 Prozent an der Hypo Real Estate (Kaufpreis: 1,1 Milliarden Euro)[2]

## Sonstiges
Mit einem geschätzten Vermögen von zirka 2 Mrd. US $ stand er 2008 auf Platz 605 in der Forbes-Liste der reichsten Menschen. 2003 stifteten Flowers und seine Frau der Harvard University einen Lehrstuhl, benannt nach Flowers’ Eltern; Inhaber des Lehrstuhls ist der Chemiker George Whitesides.
2006 gehörte das Ehepaar Flowers zu den Spendern, die den 50 Mio. Dollar schweren Professorship Challenge Fund gründeten, mit dem weitere Stiftungslehrstühle für Harvard gefördert werden.